# Carpòcrates
Carpòcrates d'Alexandria (grec antic: Καρποκράτης) va ser el fundador d'una secta gnòstica primitiva de la primera meitat del segle ii anomenada carpocratisme.
Era un filòsof i teòleg del segle ii. Un dels membres de la comunitat gnòstica d'Alexandria contemporani de Valentí. Les seves opinions són una barreja de cristianisme i platonisme. Sostenia que el món era una creació d'àngels caiguts privats de la seva puresa originària. Per això, la creació era dolenta, i l'home només podia alliberar-se d'ella professant la gnosi o ciència i coneixement dels temes divins. En les seves opinions es troben a faltar creences essencials dins del gnosticisme, com ara l'element diví i el Salvador.
Com en el cas d'altres sectes gnòstiques només sabem dels carpocracians basant-nos en les escriptures dels Pares de l'Església, en el cas de Carpòcrates, principalment d'Ireneu de Lió i de Climent d'Alexandria. Les opinions sobre Carpòcrates d'Hipòlit, Tertulià i Epifani que trobem en els seus escrits, depenen totes de Climent. Donat que aquests escriptors es van oposar fermament a la doctrina gnòstica, aquestes fonts només expliquen les parts negatives de les seves opinions. No obstant això, mentre que les diverses referències als carpocracians divergeixen en alguns detalls, hi ha unanimitat pel que fa al llibertinatge practicat per la secta. Ireneu explica que una tal Marcel·lina, deixeble de Carpòcrates, va causar estralls a l'Església de Roma en temps del Papa Anicet (154-156). Climent d'Alexandria parla d'un fill seu, Epífanes, que va escriure un llibre titulat La Justícia en la línia utòpica d'alguns estoics i cínics.